# Река, Дамиан
Дамиан Река (исп. Damián Miguel Reca; 1894, Мар-дель-Плата — 4 мая, 1937, Буэнос-Айрес) — аргентинский шахматист.

## Биография
В первой половине 1920-х годов был одним из ведущих шахматистов Аргентины. Четырехкратный победитель чемпионатов Аргентины по шахматам (1921, 1923, 1924, 1925). Регулярно участвовал в чемпионатах Южной Америки по шахматам, где лучший результат достиг в 1925 году в Монтевидео, когда вместе с Роберто Грау поделил 2-е и 3-е места.
Представлял сборную Аргентины на крупнейших командных шахматных турнирах:
- в шахматной олимпиаде участвовал в 1928 году;
- в неофициальной шахматной олимпиаде участвовал в 1924 году[3].